# 予定利息
保険会計において、予定利息とは、責任準備金に要する利息のことである。責任準備金は、いわゆるロックイン方式により計算するため、当初の予定利率が継続して適用される。このため、その利息についても、この予定利率を用いて計算される。

## 使用目的
予定利息は財務諸表には現れない項目であり、利源分析に用いるために計算するものであり、中間項目といわれる。予定利息以外に、予定事業費や解約時保険料積立金等も、中間項目である。予定利息と実際の運用益の差を利差益といい、特に、マイナスの利差益のことを逆ザヤという。
予定利息は、その他にも、平均予定利率を計算するためにも使用される。